# AS Port-Louis 2000
Association Sportive Port-Louis 2000 w skrócie AS Port-Louis 2000 – maurytyjski klub piłkarski z siedzibą w mieście Port Louis, grający w pierwszej lidze maurytyjskiej.

## Sukcesy
- I liga[1]:
  - mistrzostwo (6): 2002, 2003, 2004, 2005, 2011, 2016.

- Puchar Mauritiusa[2]:
  - zwycięstwo (2): 2002, 2005.
  - finał (2): 2003, 2007.

## Występy w afrykańskich pucharach
| Sezon | Rozgrywki           | Runda   | Kraj              | Klub                        | Dom | Wyjazd | Dwumecz |
| ----- | ------------------- | ------- | ----------------- | --------------------------- | --- | ------ | ------- |
| 2003  | Liga Mistrzów       | wstępna | Seszele           | La Passe FC                 | 2–0 | 0–1    | 2–1     |
| 2003  | Liga Mistrzów       | 1       | Mozambik          | Clube Ferroviário de Maputo | 2–0 | 0–1    | 2–1     |
| 2003  | Liga Mistrzów       | 2       | Egipt             | Ismaily SC                  | 0–1 | 0–6    | 0–7     |
| 2004  | Liga Mistrzów       | wstępna | Reunion           | USS Tamponnaise             | –   | –      | –       |
| 2004  | Liga Mistrzów       | 1       | Południowa Afryka | Supersport United FC        | 1–1 | 0–2    | 1–3     |
| 2005  | Liga Mistrzów       | wstępna | Południowa Afryka | Kaizer Chiefs FC            | 2–1 | 0–2    | 2–3     |
| 2006  | Liga Mistrzów       | wstępna | Komory            | Coin Nord de Mitsamiouli    | 1–0 | –      | 1–0     |
| 2006  | Liga Mistrzów       | 1       | Południowa Afryka | Orlando Pirates             | 0–4 | 0–5    | 0–9     |
| 2017  | Liga Mistrzów       | wstępna | Kenia             | Tusker FC                   | 2–1 | 1–1    | 3–2     |
| 2017  | Liga Mistrzów       | 1       | Sudan             | Al-Hilal Omdurman           | 2–2 | 0–3    | 2–5     |
| 2018  | Puchar Konfederacji | wstępna | Komory            | Ngazi Sport de Mirontsi     | 4–1 | 1–1    | 5–2     |
| 2018  | Puchar Konfederacji | 1       | Madagaskar        | Fosa Juniors FC             | 0–2 | 0–1    | 0–3     |

## Stadion
Domowe mecze klub rozgrywa na stadionie o nazwie Stade St. François Xavier w Port Louis, który może pomieścić 2500 widzów.